# Беч
Беч (пол. Biecz) — город в Польше, входит в Малопольское воеводство, Горлицкий повят. Имеет статус городско-сельской гмины. Занимает площадь 17,8 км². Население 4648 человек (на 2004 год).

## История
Во время Второй мировой войны нацисты создали на территории города еврейское гетто. Оно существовало с 1941 года по 17 августа 1942 года. Большая часть узников была убита в лагере смерти в Белжеце.

## Достопримечательности
- В городе находятся несколько кладбищ времён Первой мировой войны:
  - Воинское кладбище № 105 (Беч) — памятник Малопольского воеводства;
  - Воинское кладбище № 106 (Беч) — памятник Малопольского воеводства;
  - Воинское кладбище № 107 (Беч);
  - Воинское кладбище № 108 (Беч) — памятник Малопольского воеводства;
  - Воинское кладбище № 109 (Беч) — памятник Малопольского воеводства.

## Персоналии
- Котович, Апполинарий (1859—1917) — польский художник.
- Адольф Оноди (1857—1919) — венгерский медик, хирург, оториноларинголог. Член Венгерской академии наук. Педагог, профессор, доктор медицины.

## Фотографии
- Костёл
- Ратуша
- Костёл